# Максимов, Николай Иванович (писатель)
Никола́й Ива́нович Макси́мов (1911—1993) — русский советский писатель-прозаик и драматург. Член Союза писателей СССР, заслуженный работник культуры РСФСР (1982).

## Биография
Родился в Баку, в семье учителя (по другим данным — в семье купца). С 1919 по 1929 год жил в пригород Кисловодска, где окончил школу. В 1930 году работал учителем начальной школы на Урале, затем поступил в автодорожный институт в Тюмени, работал техником-дорожником в Свердловске. Учился в трёхмесячном экстернате Свердловского учительского института на английском и физико-математическом отделениях, по окончании которого в 1937 году работал учителем математики в Свердловске. В 1939 году уехал на Чукотку, где работал сначала учителем, а потом директором школы. В 1942 году вступил в ВКП(б) и по предложению райкома партии становится редактором местной газеты «Советский Уэлен», где публикует свой первый рассказ «Православная миссия». В 1945 году уехал в Порт-Артур, где преподавал в школе для детей советских военнослужащих и был её директором в 1946–1949 гг.
Переехав жить в Хабаровск, до 1951 года работал учёным секретарём Приамурского географического общества, а до 1959 года — сотрудником редакции литературного журнала «Дальний Восток», являлся собственным корреспондентом газеты «Водный транспорт» по Амурскому речному пароходству.
В 1961 году переехал на Сахалин, где сначала работал редактором районной газеты. В ноябре 1961 года избран председателем бюро Сахалинского литературного объединения. С 1968 года являлся директором Сахалинского отделения Дальневосточного книжного издательства.
Умер 15 марта 1993 года в Южно-Сахалинске.

## Творчество
В Порт-Артуре написал первый роман «Поиски счастья» о жителях Чукотки и судьбе русских поселенцев Аляски в первой четверти XX века (впервые опубликован в 1952 году в №№1—4 журнала «Сибирские огни»; в том же вышел отдельной книгой в Москве, затем в Хабаровске и в дальнейшем выдержал более десяти переизданий). В 1950-е годы написал роман «Шуми, Амур!», который был опубликован в журнале «Дальний Восток», отдельным изданием вышел в Благовещенске (1959), а через два года переиздан в Хабаровске. Жизнь речников стала главной темой сборника рассказов «Первый урок» (1960). На Сахалине написаны повесть «Слёзы Курадо Хироаки» о японских рыбаках, документальная повесть «Любовь моя — Сахалин» и несколько пьес: «Право на счастье», «Земное тяготение», «Двенадцатый час», «Бунт в океане». Последняя была поставлена Сахалинским областным драматическим театром им. А. П. Чехова. В 1976 году вышла книга повестей и рассказов «На крутой волне». В последние годы жизни работал над романом с рабочим названием «Сухие грозы», который остался неоконченным (задумывался автором как «широкое полотное, охватывающее несколько десятилетий в жизни советского Дальнего Востока»).

## Награды и звания
- Заслуженный работник культуры РСФСР (28 апреля 1982)[8]
- орден «Знак Почёта»[3]